# Zwartkopmierenleeuw
De zwartkopmierenleeuw (Myrmeleon formicarius) is een insect uit de familie mierenleeuwen (Myrmeleontidae). De soort werd beschreven door Linnaeus in 1767.
Het dier ontleent zijn naam aan de larve, die met een valkuiltje andere insecten vangt, vooral mieren. Er is verwarring mogelijk met de in Nederland en België eveneens voorkomende gevlekte mierenleeuw (Euroleon nostras).

## Beschrijving
De volwassen mierenleeuw lijkt in de verste verte niet op de ronde kegelvormige larve die hij eerder was. Het dier lijkt op een waterjuffer (onderorde Zygoptera) maar is daar geen familie van. De imago heeft een zeer dun en lang achterlijf en vier vleugels die in rust in de lengte op de rug worden gevouwen. Het verschil met waterjuffers is vooral te zien in rust; de mierenleeuw vouwt de vleugels als afdakje op de rug, net zoals bij schietmotten (Limnephilus). Waterjuffers vouwen de vier vleugels achter de rug tegen elkaar met de rand naar boven. De mierenleeuw is wel verwant aan de gaasvlieg (Chrysoperla carnea) en net zoals gaasvliegen is het geen goede vlieger; snelheid en wendbaarheid zijn beperkt.
De mierenleeuw rust overdag op planten en is nachtactief. De imago wordt ongeveer 45 millimeter lang en heeft een spanwijdte tot 8 cm. De vleugels zijn fijn netvormig geaderd en bij deze soort niet gevlekt, veel andere soorten hebben wel vlekken. De twee tasters zijn kort maar vrij dik, eindigen knotsvormig en krullen naar de buitenzijde.

### Larve
Om prooidieren te bemachtigen, graaft de zeer gedrongen, van stevige kaken voorziene larve zich helemaal in, liefst in zeer los zand zoals men vindt bij verstuivingen of duinen. Omdat regen, graasdieren, wind etc. de valkuil vernielen, worden afgeschermde locaties gekozen, zoals onder een boom of een overhangende steen. De larve heeft een borstelige beharing en geribbeld achterlijf. De valkuil wordt gegraven door spiraalsgewijs achteruit te lopen. Door het graven ontstaat nu een klein trechtervormig kuiltje, dat niet erg opvalt maar waarvan de glooiing net genoeg is om mieren en andere kleine geleedpotigen zoals spinnetjes in de val te laten lopen.
Als een diertje eenmaal op de helling loopt, kan het niet meer terug en glijdt het omlaag, waar de kaken van de larve snel toeslaan. Deze vangmethode dient waarschijnlijk ook als 'filter', omdat te grote prooien, die te sterk zijn of misschien de larve opeten in plaats van andersom, wel weg kunnen komen.
De larve leeft twee tot drie jaar en verpopt daarna om enkele weken later als imago tevoorschijn te komen.

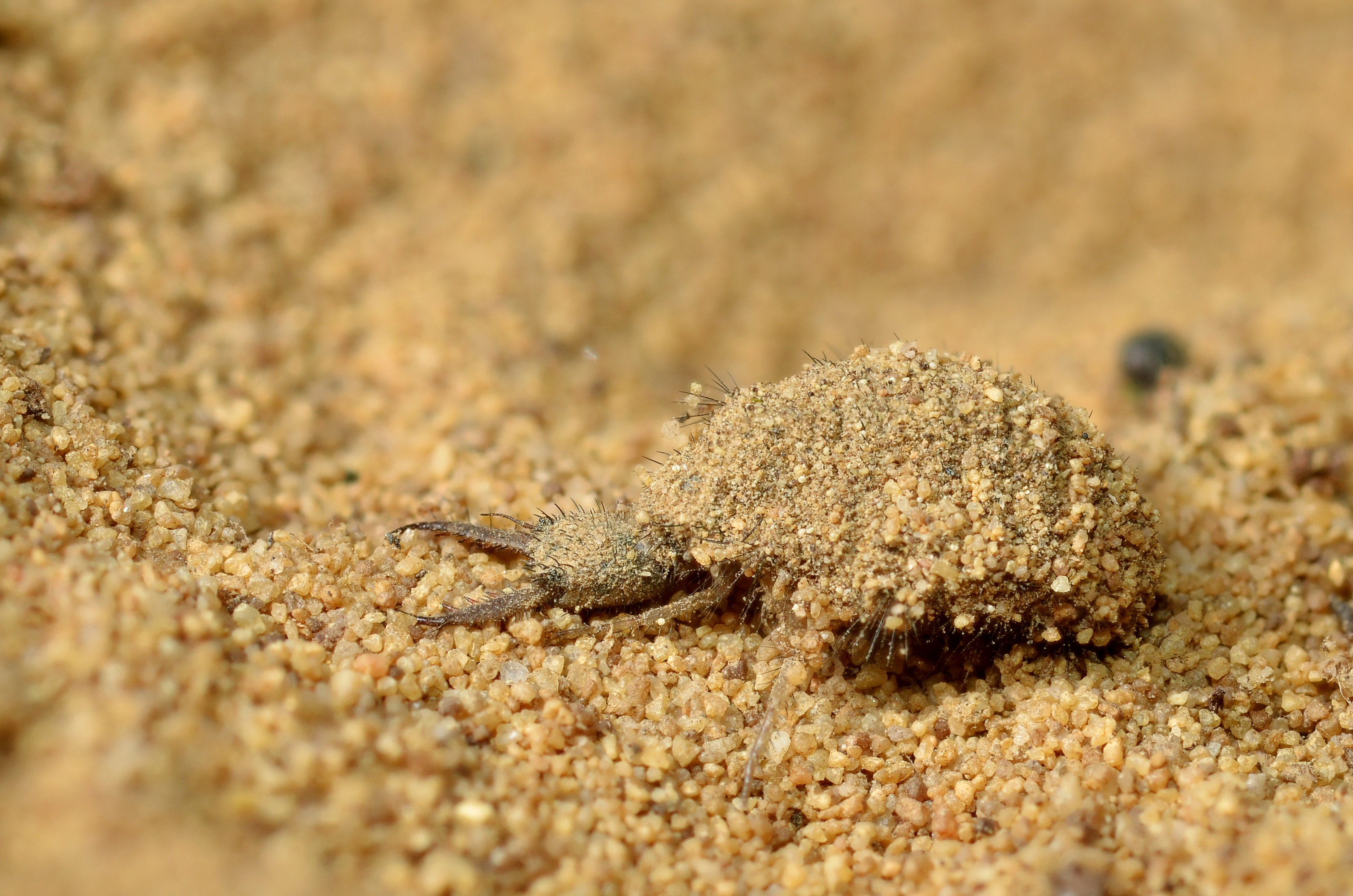
Larve
- Bioscoopjournaal uit 1957. Een mierenleeuw vangt een mier.